# Friedrich Glasl
Friedrich Glasl (* 23. Mai 1941 in Wien) ist ein österreichischer Ökonom, Organisationsberater und Konfliktforscher. Er lebt derzeit in Salzburg und ist unter anderem an der von ihm mitbegründeten Trigon-Entwicklungsberatung tätig.

## Leben und Wirken

Phasen der Konflikteskalation nach Glasl

Glasl erlernte zunächst den Beruf des Schriftsetzers und studierte im Weiteren an der Universität Wien politische Wissenschaften sowie die Nebenfächer Psychologie und Philosophie. 1967 promovierte er mit einer Dissertation zur internationalen Konfliktverhütung zum Dr. rer. pol., 1983 habilitierte er mit Schwerpunkt Organisationsentwicklung und Konfliktforschung am Fachbereich Wirtschaftswissenschaften der Bergischen Universität Wuppertal.
Beruflich war Glasl Sekretär für den österreichischen Zweig der Friedensorganisation Service Civil International tätig. In diesem Rahmen organisierte er Workcamps zur Begegnung von Menschen von beiden Seiten des Eisernen Vorhang, etwa in Ungarn und im Waldviertel. Er war auch im Amt für Statistik der Stadtverwaltung Linz, in Druckereien und Verlagen sowie als Regieassistent eines Kellertheaters tätig.
1966 emigrierte Glasl in die Niederlande, wo er von 1967 bis 1985 am von Bernard Lievegoed gegründeten Institut für Organisationsentwicklung (NPI) in der Unternehmensberatung, Forschung und Lehre tätig war. Glasl und Lievegoed waren in ihrem Denken und Handeln von der Anthroposophie Rudolf Steiners sowie von systemischen Deutungs- und Steuerungsmodellen beeinflusst. Es war zunächst Lievegoed, der ein systemisch-evolutionäres Geschehen dynamischer Organisationsentwicklung in drei Phasen darstellte und veröffentlichte, Glasl erweiterte dieses Modell dann später um eine vierte Phase:
1. Pionierphase,
2. Differenzierungsphase,
3. Integrationsphase und
4. Assoziationsphase.

Die Phasen werden von Glasl und Lievegoed unter anderem anhand des Wandels von 7 Wesenselementen charakterisiert, die so wiederum eine Diagnose der aktuellen Prozesse und vorherrschenden Subsysteme innerhalb einer Organisation ermöglichen (soziales Subsystem; technisch-instrumentelles Subsystem; kulturelles Subsystem). Als Wesenselemente werden von Glasl und Lievegoed:
1. Identität,
2. Policy, Leitsätze, Programme,
3. Struktur (Aufbauorganisation),
4. Menschen,
5. Einzelfunktionen,
6. Ablauforganisation und
7. Physische Mittel

benannt.
1985 kehrte Glasl aus den Niederlanden nach Österreich zurück. Dort wurde er in Salzburg Mitbegründer der «Trigon-Entwicklungsberatung» und an der Universität Klagenfurt Dozent für angewandte Betriebswirtschaftslehre sowie 1993 Dozent für Organisationsentwicklung und Konfliktmanagement an der Universität Salzburg. Als Gastprofessor war Glasl an der staatlichen Universität Tbilissi (Georgien) sowie in der Schweiz, in Südafrika, in Russland, in Finnland und in Brasilien tätig.
Friedrich Glasl ist verheiratet und Vater von drei Kindern.
Glasl verfasste neben über 150 Fachveröffentlichungen auch literarische Hörspiele, Geschichten, Legenden und Lyrik und betreibt in seiner Freizeit mit seiner Frau sowie Freunden und Freundinnen ein Marionettentheater.

## Schriften
- Konfliktmanagement. Diagnose und Behandlung von Konflikten in Organisationen (= Organisationsentwicklung in der Praxis, Band 2), Bern, Stuttgart 1980, ISBN 3-258-02971-7., 4. Auflage 1994, ...., 10. Auflage 2011, 11. Auflage 2013.
- Selbsthilfe in Konflikten . 2002, ...., 5. Auflage 2008
- Konfliktfähigkeit statt Streitlust!. 1998
- Das Unternehmen der Zukunft. Moralische Intuition in der Gestaltung von Organisationen. 1. Auflage 1994, 2. Auflage 1999
- Konflikt, Krise, Katharsis und die Verwandlung des Doppelgängers. 2007
- mit Trude Kalcher und Hannes Piber: Professionelle Prozessberatung, Das Trigon-Modell der sieben OE-Basisprozesse. 2. Auflage 2008
- mit Bernard Lievegoed: Dynamische Unternehmensentwicklung. Wie Pionierbetriebe und Bürokratien zu schlanken Unternehmen werden (= Organisationsentwicklung in der Praxis, Band 6), Bern, Stuttgart, Wien, Haupt, 1993, 1996, 2004, 4. Auflage 2011, ISBN 3-258-05389-8 und ISBN 3-7725-1162-7.
- mit Willem J. J. Jasper: Von kooperativer Marktstrategie zur Unternehmensentwicklung. 1988